# Агирре Серда, Педро
Пе́дро Абели́но Аги́рре Се́рда (исп. Pedro Abelino Aguirre Cerda; 6 февраля 1879, ок. Лос-Андес — 25 ноября 1941, Сантьяго) — чилийский государственный деятель и реформатор. Член Радикальной партии, на президентских выборах 1938 года он был выдвинут кандидатом от Народного фронта и одержал победу. Руководил Чили до своей смерти в 1941 году. Имел баскское происхождение.

## Биография

### Молодость и начало политической карьеры
Родился 6 февраля 1879 года в Покуро, маленькой деревне около города Лос-Андес в Чили. Он был седьмым из одиннадцати детей Хуана Баутисты Агирре и Кларисы Серды. Его отец, фермер, умер, когда Педро было 8 лет, в 1887 году. Его мать должна была управлять фермой и одна воспитывать его и его братьев.
Закончил Педагогический институт в Сантьяго и стал учителем испанского языка в 1900 году. В 1904 году он стал адвокатом. В 1910 году, благодаря правительственной стипендии, он изучал административное и финансовое право в Сорбонне, а также экономику и социальное законодательство в Коллеж де Франс. Вернулся в Чили в 1914 году и стал преподавать в Национальном Институте. Преподавал также философию в Высшей военной школе и лицее Мануэля Барросо Боргоньо. Также стал президентом Национального Общества учителей. Был выдающимся чилийским преподавателем и вскоре стал первым деканом новой экономической школы Чилийского университета.
В 1916 году женился на своей кузине Хуане Росе Агирре Луко, которая была дочерью доктора Хосе Хоакина Агирре Кампоса и Мерседес Луко Гутьеррес. У супружеской пары не было детей.
Параллельно с педагогической карьерой развивалась и его политическая карьера. Ещё в 27-летнем возрасте он связал себя с масонами, что определило его вступление в Радикальную партию. В 1915 году его избирают депутатом Палаты депутатов от Сан-Феличе, Путаэндо и Лос-Андеса (1915—1918), а позднее от провинции Сантьяго (1918—1921). В 1921 г. он был избран сенатором от провинции Консепсьон до роспуска Национального Конгресса в 1924 году. В 1918 году назначен президентом Хуаном Луисом Санфуэнтесом министром юстиции и образования (январь—сентябрь), а при президенте Артуро Алессандри Пальме дважды назначался министром внутренних дел (декабрь 1920 — апрель 1921, январь — февраль 1924).
В 1924 году в Чили произошёл военный переворот, который заставил его прервать свою политическую карьеру и покинуть родину. Он ехал в Европу. В 1925 году вернулся в Чили, но уехал снова в 1927 году. Во время своего пребывания в Европе написал книги «Сельскохозяйственная проблема» (El problema agrario) и «Промышленная проблема» (El problema industrial). Первая книга появилась из разговоров с поэтессой Габриэлой Мистраль с которой Педро был связан многолетней дружбой со времени их знакомства в 1916 году.
Окончательно вернулся в Чили в 1930 году.
В марте 1936 года в Чили был создан Народный фронт с участием Радикальной, Коммунистической и Социалистической партий. В 1938 году Агирре Серра стал кандидатом Народного фронта на президентских выборах и победил консервативного кандидата Густаво Росса (50,26 % избирателей)

## На посту президента

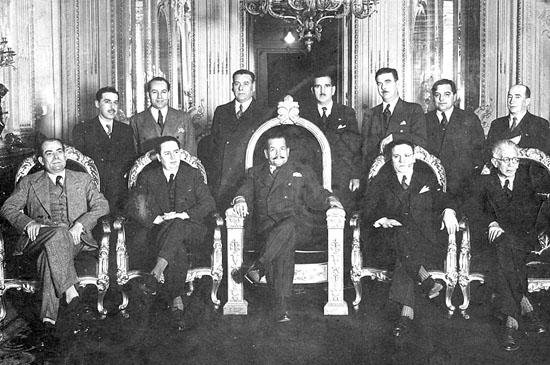
Агирре Серда среди министров

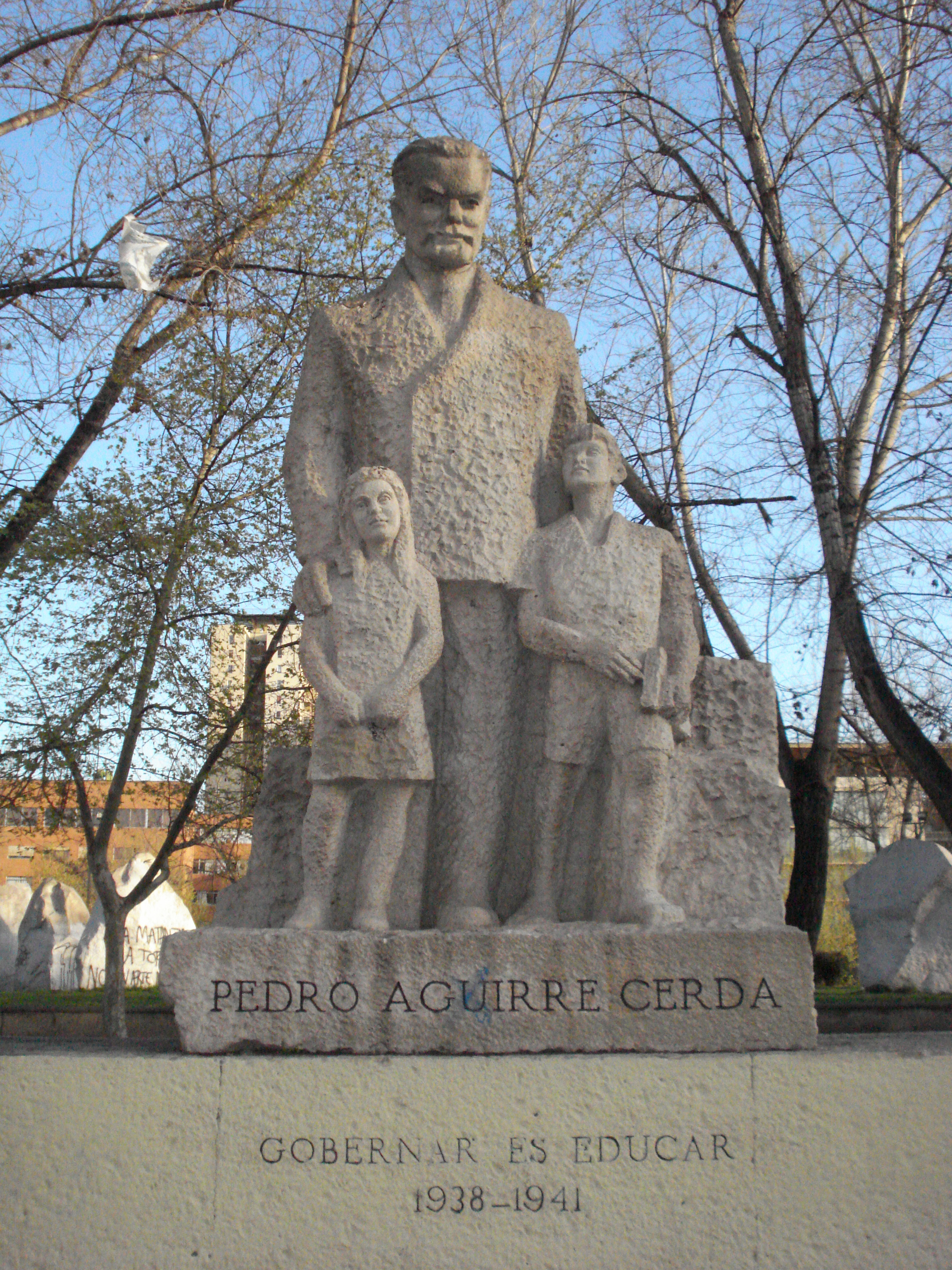
Памятник Педро Агирре Серде в Сантьяго

Был избран президентом 25 декабря 1938 года под девизом «Governar es educar» («Руководить значит обучать»). Учитель по образованию, он считал образование приоритетным направлением деятельности правительства. Способствовал развитию технических ремесленных школ как средству по формированию технического персонала для начавшейся индустриализации страны. Также создал тысячи новых регулярных школ и поощрил рост университетской системы. Ввёл ряд социально ориентированных законов и в других отраслях, за что получил прозвище «Президент бедняков». Был принят закон о банковском кредите для крестьян и проведено частичное перераспределение земли. Правительство поощряло создание сельскохозяйственных поселений и жилищное строительство для малоимущих, однако под давлением реакции не решилось осуществить аграрную реформу.
В течение первого года правления столкнулся с военной оппозицией своим планам, которое выразилось в частности в вооружённом выступлении, получившем название Ариостасо.

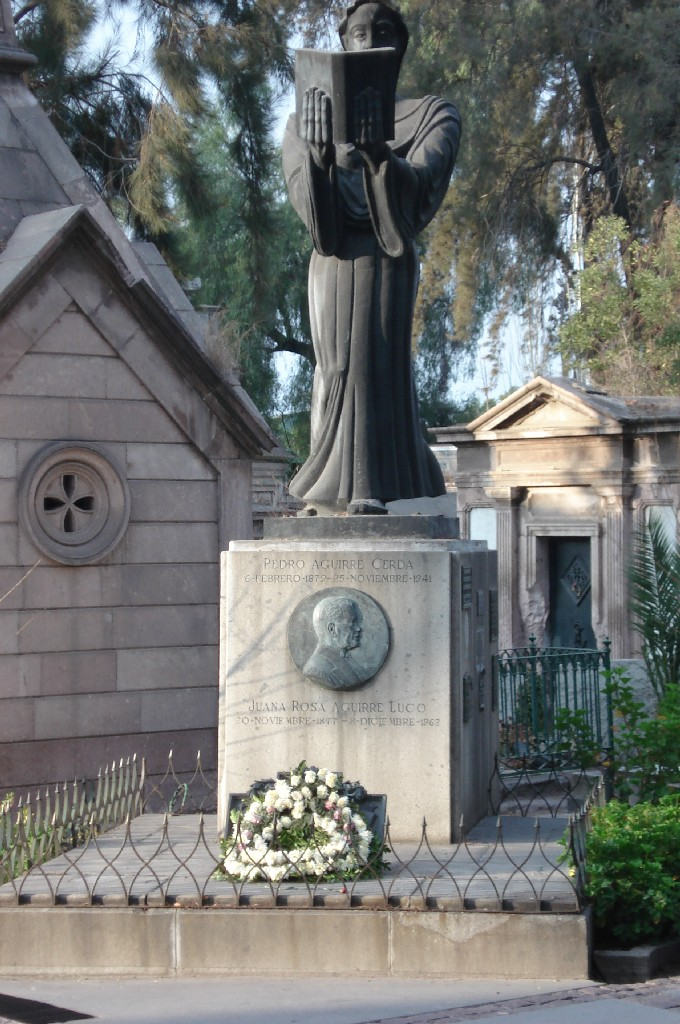
Могила Педро Агирре Серды в Сантьяго

В области промышленности проводил политику индустриализации страны, способствуя созданию предприятий по производству стали, алюминия, меди, развитию нефтеперерабатывающей и сахарной отраслей. Проводил политику замещения индустриализацией импорта. При нём была создана Корпорация развития производства (Производственная строительная корпорация, Corporación de Fomento de la Producción — CORFO). Во внешней политике придерживался курса сохранения нейтралитета в начавшейся Второй мировой войне.
Провёл кампанию за награждение Габриэлы Мистраль Нобелевской премией, которое осуществилось уже при его преемнике Хуане Антонио Риосе.
В 1941 году из-за быстро прогрессирующей болезни назначил министра внутренних дел Херонимо Мендеса вице-президентом страны.
Умер от туберкулёза 25 ноября 1941 года в Сантьяго. Мендес исполнял обязанности президента, пока Хуан Антонио Риос, избранный 1 февраля 1942, не занял пост 2 апреля.